# Epsomite
A epsomite ou epsomita é um mineral ortorrômbico composto por sulfato de magnésio hepta-hidratado (MgSO4 · 7H2O).
O seu nome provém da localidade de Epsom (Surrey, Inglaterra), onde se conhecem há algum tempo depósitos deste mineral associados a águas minerais.